# Møysalen
Møysalen ist ein Berg auf der Insel Hinnøya in der Provinz (Fylke) Nordland im Norden Norwegens. Der Berg ist mit 1264 m Höhe der höchste Berg der Region Vesterålen, liegt auf der Grenze der Gemeinden Sortland und Lødingen und ist Namensgeber für den ihn seit 2003 umgebenden Møysalen-Nationalpark. Der Berg ist einer der höchsten auf einer Insel gelegenen Berge Norwegens und wird nur noch vom 12 Meter höheren Langlitinden auf der Insel Andørja und vom 2277 m hohen Vulkan Beerenberg auf Jan Mayen überragt.
Der Berg ist aufgrund seiner charakteristischen Form von weitem erkennbar. Etwas südlich des Hauptgipfels befinden sich die beiden kleineren Gipfel Lille Møya und Store Møya. Der Legende von Møysalen nach sind dies zwei versteinerte Trollmädchen. Auf dem Møysalen befinden sich die kleinen Gletscher Skavlen und Fonnisen.